# Camille Mauclair
Camille Mauclair (właśc. Camille Laurent Célestin Faust; 29 grudnia 1872 – 23 kwietnia 1945) – francuski pisarz, krytyk literacki i muzyczny oraz poeta. Znany szczególnie z twórczości na temat sztuki, zwłaszcza ze szczegółowego opisu paryskiego fin de siècle.
Jego „Florencja” w przekładzie Leopolda Staffa została wydana w roku 1926 w języku polskim w ekskluzywnej edycji Wydawnictwa Polskiego R. Wegnera.